# 格洛斯特 (北卡羅萊納州)
格洛斯特（英語：Gloucester）是位於美國北卡羅萊納州加特利縣的普查規定居民點。

## 人口
根據2020年美國人口普查的數據，格洛斯特的面積為3.76平方千米，當中陸地面積為3.72平方千米，而水域面積為0.04平方千米。當地共有人口495人，而人口密度為每平方千米131.65人。